# مشعل برشم
مشعل برشم (متولد ۱۴ فوریه ۱۹۹۸) بازیکن فوتبال قطر است که به عنوان دروازه بان برای السد و تیم ملی فوتبال قطر بازی می کند. وی در مسابقات قهرمانی زیر ۲۳ سال ۲۰۱۸ آسیا به عنوان یار ذخیره در تیم ملی امید قطر حضور داشت.
او در تورنمنت جام ملت‌های آسیا ۲۰۲۳ به عنوان بهترین دروازه بان انتخاب شد.